# 普斯捷利尼基 (波皮利尼亞區)
50°6′55″N 29°15′32″E / 50.11528°N 29.25889°E
普斯捷利尼基（烏克蘭語：Пустельники）是烏克蘭北部的村莊，隸屬日托米爾州的日托米爾區。該村面積0.86平方公里，海拔高度211米，2001年人口92，人口密度每平方公里107.6人。